# Goniothalamus vietnamensis
Goniothalamus vietnamensis este o specie de plante din genul Goniothalamus, familia Annonaceae, descrisă de Nguyên Tiên Bân. Conform Catalogue of Life specia Goniothalamus vietnamensis nu are subspecii cunoscute.